# Gulladahatti, Tarikere
Gulladahatti là một làng thuộc tehsil Tarikere, huyện Chikmagalur, bang Karnataka, Ấn Độ.